# Ridgeway (condado de Iowa, Wisconsin)
Ridgeway es un pueblo ubicado en el condado de Iowa en el estado estadounidense de Wisconsin. En el Censo de 2010 tenía una población de 568 habitantes y una densidad poblacional de 5,14 personas por km².

## Geografía
Ridgeway se encuentra ubicado en las coordenadas 42°57′21″N 90°0′53″O / 42.95583, -90.01472. Según la Oficina del Censo de los Estados Unidos, Ridgeway tiene una superficie total de 110.61 km², de la cual 110.55 km² corresponden a tierra firme y (0.05%) 0.06 km² es agua.

## Demografía
Según el censo de 2010, había 568 personas residiendo en Ridgeway. La densidad de población era de 5,14 hab./km². De los 568 habitantes, Ridgeway estaba compuesto por el 97.54% blancos, el 0.7% eran afroamericanos, el 0.35% eran amerindios, el 0% eran asiáticos, el 0% eran isleños del Pacífico, el 0.53% eran de otras razas y el 0.88% pertenecían a dos o más razas. Del total de la población el 1.06% eran hispanos o latinos de cualquier raza.